# Дудорова, Любовь Петровна
Любо́вь Петро́вна Ду́дорова (29 сентября 1938, Нолинский район, Кировская область — 2 сентября 1996, Кирово-Чепецк, Кировская область) — работник советского химического производства. Герой Социалистического Труда (1971).

## Биография
Родилась 29 сентября 1938 года в деревне Барановщина Нолинского района Кировской области. После окончания технического училища в 1959 году поступила работать аппаратчицей на Кирово-Чепецкий химический завод (Кировская область).
Неоднократно привлекалась к работе на опытных установках, в управлении которыми требовался большой опыт и умение быстро ориентироваться в сложных технологических процессах.
26 апреля 1971 года Указом Президиума Верховного Совета СССР Л. П. Дудоровой за заслуги в выпуске специальной продукции, внедрении новой техники и передовой технологии было присвоено звание Героя Социалистического Труда с вручением ордена Ленина и золотой медали «Серп и Молот».
В 1973 году назначена инженером смены. В 1974 году без отрыва от производства окончила Московский областной политехнический техникум.
В 1989 году вышла на заслуженный отдых. Скончалась в 1996 году.

## Награды
- Герой Социалистического Труда (1971 год)
- Орден Ленина (1971 год)

## Комментарии
1. ↑  Деревня Барановщина, входившая в состав Сретенского сельсовета Нолинского района, не сохранилась, ныне — урочище в том же районе Кировской области[2].